# Suada
Suada je žensko osebno ime.

## Izvor imena
Suada je muslimansko ime, ki izhaja prek turškega Suād iz arabskega imena Su'ād. To razlagajo iz arabskega korena s'd v pomenu »biti srečen, imeti srečo« in s slovanskim sufiksom -a za ženski spol. V Bosni in Hercegovini se je žensko ime Suad začelo uporabljati kot moško zaradi svoje oblike. Imenoma Suad, Suada so pomensko sorodna imen a Sead, Feliks in Srečko.

## Različice imena
- ženske različice imena: Suadata, Suade, Sutka, Suvada, Suvadata, Suvade
- moški različici imena: Suad, Suvad

## Pogostost imena
Po podatkih Statističnega urada Republike Slovenije je bilo na dan 31. decembra 2007 v Sloveniji število ženskih oseb z imenom Suada: 133.

## Osebni praznik
V koledarju je ime Suada možno uvrstiti k imenu Feliks.